# Талдыколь (озеро, Астана)
Талдыколь (каз. Талдыкөл) — озеро, расположенное в столице Казахстана, городе Астана. Находится на левом берегу реки Есиль. Западнее расположены безымянное озеро и Большой Талдыколь, восточнее располагалось ныне осушенное озеро Малый Талдыколь. Площадь группы озёр (без Большого Талдыколя) составляет около 600 гектаров.

## Характер водоёма
По мнению акимата Астаны, водоём является местом скопления сточных вод и подлежит осушению с последующим созданием на его месте рекреационной зоны с искусственным водоёмом площадью не менее 20 гектаров. По мнению казахстанских экологов, Талдыколь имеет природное происхождение и подлежит сохранению в своей естественной форме как водно-болотное угодье.

## История
Озеро Талдыколь входит в озёрную систему, существующую около 13 тысяч лет. В XIX и начале XX века озеро использовалось местными жителями для рыболовства и охоты. По воспоминаниям местной жительницы, во время голода в начале 1930-х годов люди питались яйцами птиц, обитающих на Талдыкольских озёрах.
В 2013 году акимат столицы Казахстана заказал исследование компании ТОО «Биосфера» для разработки проекта по осушению Талдыколя. На основе решения градостроительного совета Нур-Султана застройщики с 2020 года приступили к активному осушению озера.
Экологическое сообщество Казахстана (Ассоциация практикующих экологов, Казахстанская Ассоциация сохранения биоразнообразия) и активисты в середине 2020 года провели серию обсуждений с экспертами в сфере строительства, биоразнообразия и водных ресурсов. В результате учёные выступили против осушения озера По мнению экологов, Талдыколь имеет природное происхождение и состоявшуюся экосистему, а при его засыпке есть риск подтопления зданий.
В 2020 году, после серии экспертных обсуждений и обращений жителей в государственные органы, аким столицы Алтай Кульгинов обещал сохранить озеро. Однако, согласно письму от Комитета водных ресурсов Министерства экологии, геологии и природных ресурсов Казахстана, следуя нормам статьи 136-1 Земельного кодекса Казахстана, акимат вывел эти земли из земель водного фонда «в связи с естественным исчезновением водного объекта» и перевёл в категорию земель населённого пункта. По мнению председателя правления Ассоциации практикующих экологов Лауры Маликовой, это противоречит нормам международного права: Орхусской конвенции о доступе общественности к принятию решений по вопросам окружающей среды, Рамсарской конвенции по защите водно-болотных угодий и Парижскому соглашению по изменению климата. Активисты требуют вернуть земли в водный фонд и сохранить озеро Талдыколь.

## Кладбища
Вблизи озера располагаются исторические кладбища Омар и Башан.
Кладбище Омар находится недалеко от жилого комплекса «Семь палат», 51°07′21″ с. ш. 71°23′30″ в. д.. Кладбище не огорожено, его границы достоверно не определены, поскольку старинные захоронения не имеют надгробий. По состоянию на октябрь 2021 года через предполагаемую территорию кладбища проложена грунтовая дорога, идёт строительство постоянной дороги, соединяющей улицы Сыганак и Е-27, что вызывает озабоченность местных активистов и историков.
Кладбище Башан названо в честь родового аула. Оно расположено на западном берегу озера Талдыколь на заболоченной территории, окружено водой и высоким камышом, 51°06′59″ с. ш. 71°22′41″ в. д.. Кладбище труднодоступно, до него очень сложно дойти пешком. По сведениям НИИ археологии им. К. А. Акишева, на этом кладбище найдено около 19 надгробий, некоторые из них датированы серединой XX века, остальные — более древние.

## Комментарии
1. ↑  Именно это название звучит в полемических статьях в современной прессе, но фактически озеро Малый Талдыколь ликвидировано в течение 2010-х годов, его бывшее местоположение застроено (данные получены сравнением карты ГУГК 1983 года и спутниковых снимков разных лет в системе Google Earth Pro).